# Oldenlandia tenuipes
Oldenlandia tenuipes är en måreväxtart som först beskrevs av William Botting Hemsley och Francis Blackwell Forbes, och fick sitt nu gällande namn av Carl Ernst Otto Kuntze. Oldenlandia tenuipes ingår i släktet Oldenlandia och familjen måreväxter. Inga underarter finns listade i Catalogue of Life.